# Ruža hrvatska
»Ruža hrvatska«, izvorno »... Mojoj majci«, pjesma je zagrebačkog rock sastava Prljavo kazalište. Pjesma je prvotno objavljena 1988. godine na albumu Zaustavite Zemlju. Nakon toga objavljena je 1989. godine kao A strana singla »... Mojoj majci / Marina«.

## Povijest

### Značenje
Zbog mnogih povijesnih događaja, godina 1989. pamti se kao godina pada komunističkih sistema u istočnoj Europi, te kraja hladnog rata. Dok je u mnogim državama istočnog bloka došlo do različitih revolucija, u Zagrebu je već nekoliko tjedana prije uzavrelo, kada je »Ruža hrvatska« otpjevana na velikom rock koncertu »Prljavaca«.
Postojale su mnoge pogrešne špekulacije o značenju skladbe, kao da je Houra pjesmu čiji stihovi glase »...zaspala je zadnja ruža hrvatska« posvetio hrvatskoj proljećarnici Savki Dabčević-Kučar. Međutim, Jasenko Houra je kasnije pojasnio da je pjesmu posvetio svojoj pokojnoj majci Ruži.
Pjesma i koncert 1989. spominju se i u TV kalendaru na Hrvatskoj radioteleviziji.

### Koncert na Trgu republike 1989.
Veliki koncert Prljavog kazališta, na tadašnjem Trgu Republike u Zagrebu, održan je 17. listopada 1989. godine. Koncert je nosio naziv »Voljenom gradu«. Procjene su bile da je na koncert došlo oko 250.000 ljudi, a prema nekim izvorima čak i 300.000.
Koncert je bio skoro zaustavljen, no, milicija nije uspjela isključiti struju iako joj je bilo naređeno. Nakon tog koncerta, »Ruža hrvatska« je prema mnogima postala »više od pjesme«.
Jasenko Houra je izjavio jednom prigodom za Croatia Records:
»Dvadeset minuta prije početka koncerta policija je došla isključiti struju, ali se nije mogla probiti kroz gužvu. Onda je do mene došao jedan inspektor i rekao mi da obavijestim publiku da koncerta neće biti, a ja sam mu na to odgovorio: »Recite im to vi.««
Zbog pokušaja zabrane, koncert je dobio svoj nadimak: »Zabranjeni koncert«.

## Vanjske poveznice
- »Ruža hrvatska« na YouTubeu
- Snimak koncerta (1989.) na YouTubeu